# Charmensac
Charmensac település Franciaországban, Cantal megyében. Lakosainak száma 72 fő (2022. január 1.). Charmensac Auriac-l’Église, Molèdes, Molompize, Peyrusse és Bonnac községekkel határos.

## Népesség
A település népességének változása:
| Lakosok száma | 164  | 118  | 118  | 99   | 82   | 83   | 85   | 87   | 82   | 72   |
|               | 1968 | 1982 | 1990 | 2006 | 2013 | 2015 | 2017 | 2019 | 2020 | 2022 |